# Log Mbanga
Pour les articles homonymes, voir Log.
Log Mbanga est un village de la Région du Littoral du Cameroun, situé dans la commune de Ndom. 

## Population et développement
En 1967, la population de Log Mbanga était de 162 habitants, essentiellement des Babimbi du peuple Bassa. La population de Log Mbanga était de 118 habitants dont 55 hommes et 63 femmes, lors du recensement de 2005.  